# Tranosemella praerogator
Tranosemella praerogator is een insect dat behoort tot de orde vliesvleugeligen (Hymenoptera) en de familie van de gewone sluipwespen (Ichneumonidae). De wetenschappelijke naam werd gepubliceerd door Linnaeus in 1758 in de tiende editie van Systema naturae. 